# 全國大飯店
全國大飯店（英語：Hotel National）是一家位於臺中市西區臺灣大道旁的旅館。鄰近草悟道、國立自然科學博物館、勤美術館、勤美誠品綠園道、廣三崇光百貨、PARK2草悟廣場及國立臺灣美術館等景點。內有178間客房、4間中西餐廳及宴會空間。

## 歷史
- 1980年，3月1日全國大飯店開幕，是臺中第一家國際觀光飯店。
- 1981年，榮獲交通部觀光局評鑑「五朵梅花獎」之最高榮譽。
- 1996年，成為日航酒店連鎖體系的全球第44家店，轉型成為國際都會飯店。
- 2006年，10月勤美集團收購[2]接手經營。
- 2009年，重新整修外牆、擴展大廳，全新打造國際宴會廳。
- 2011年，客房樓層、餐廳、宴會廳大規模改裝。
- 2012年，4月B棟拆除；7月改造為「勤美術館」；11月經交通部觀光局評等為「五星級旅館」（目前為四星級）。
- 2013年，4月勤美集團宣佈全國飯店將與國際連鎖飯店集團洲際酒店集團合作，在臺中（勤美術館位置）興建該集團等級最高的洲際酒店（InterContinental），未來除飯店外，二棟頂級豪宅（璞真建設）及一棟購物商場將同步動工[3]。
- 2018年，餐飲型態全面升級，館內餐廳整併推出全新品牌「全壽CAFÉ」港式飲茶吃到飽餐廳、「貴賓樓」獨立包廂中式桌宴。全新打造多功能宴會廳，「草悟廳」嶄新亮相。
- 2020年，因應疫情快速啟動線上購物平台，全國大飯店線上購物 （页面存档备份，存于）推出冷凍料理包及餐食外帶、外送、外燴服務。
- 2021年，調整餐飲營業型態，主推多功能宴會廳中式桌宴、婚宴、會議場地服務。
- 2023年，積極推動環保措施，年減碳量高達388噸，獲頒台中市政府低碳旅館認證。
- 2024年，客房樓層全面裝修，提升住宿體驗。推出開幕傳承至今人氣料理「招牌半筋半肉牛肉麵禮盒 （页面存档备份，存于）」。

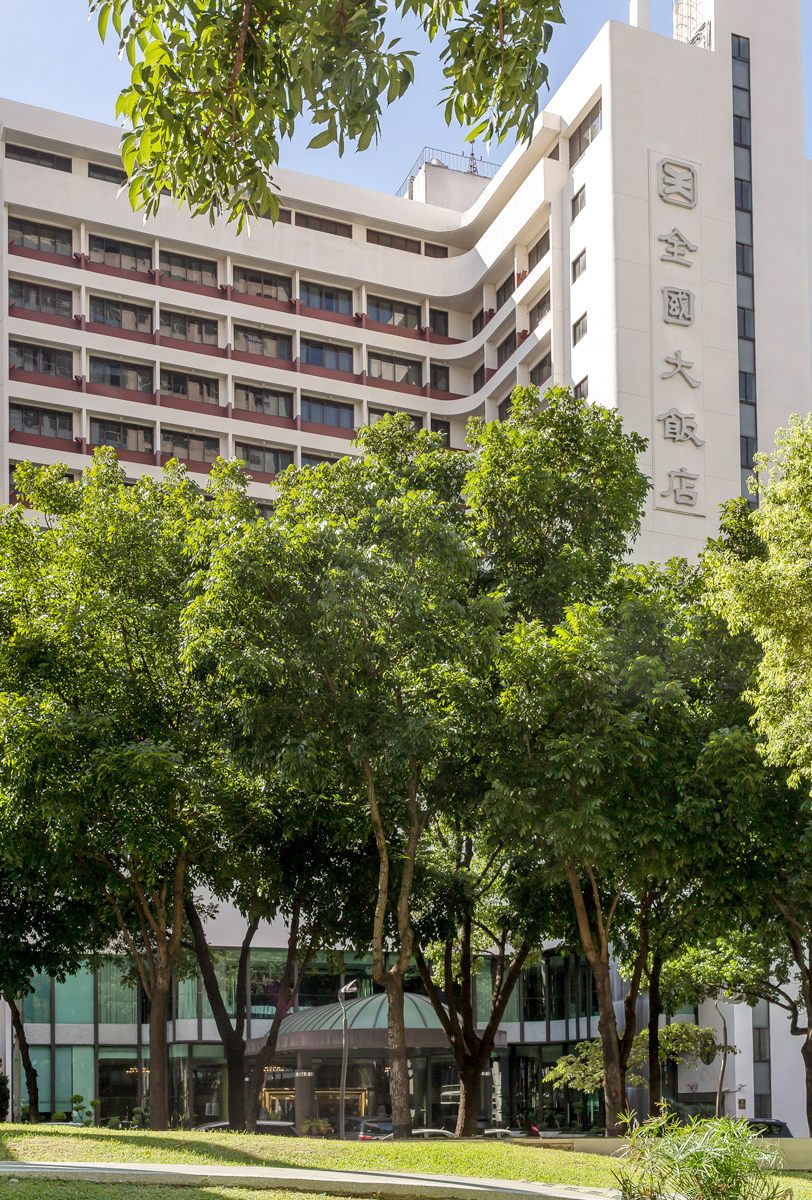
全國大飯店外觀
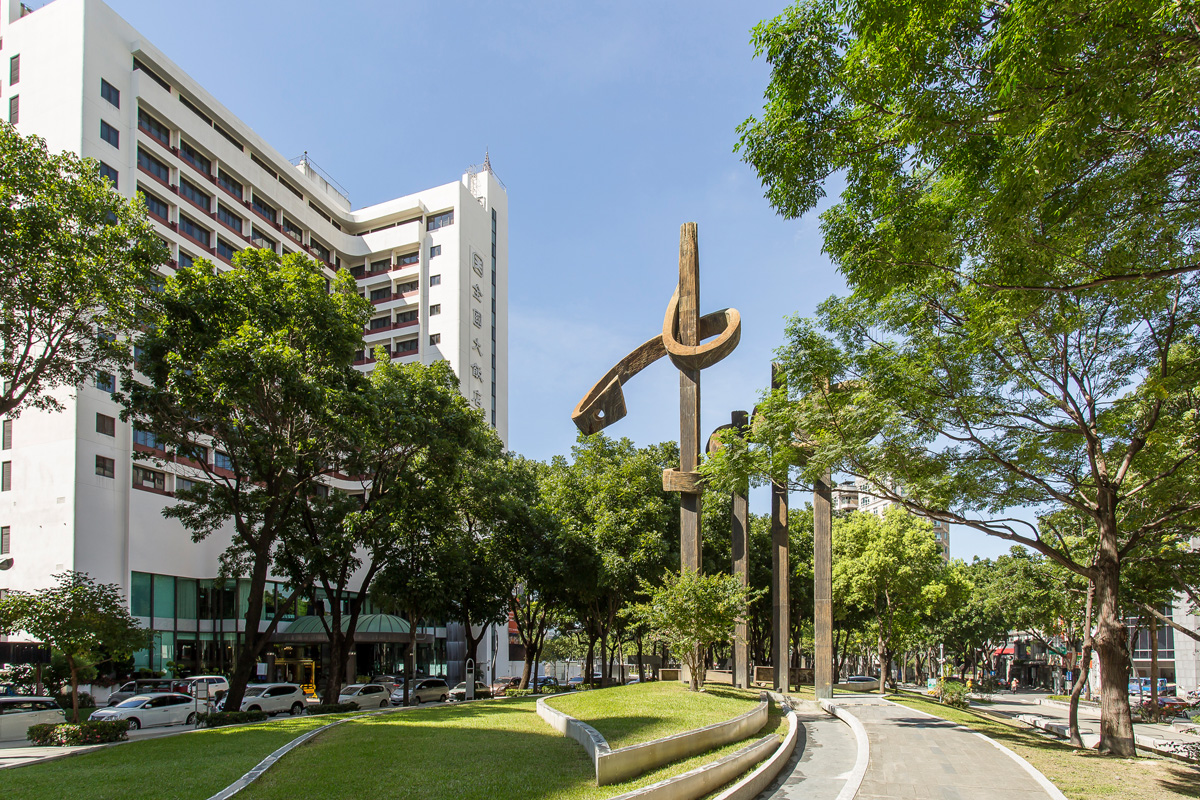
全國大飯店座落於台中市中心，緊鄰草悟道，戶外數萬坪的鬱鬱蔥蔥，彷彿私人公園般。
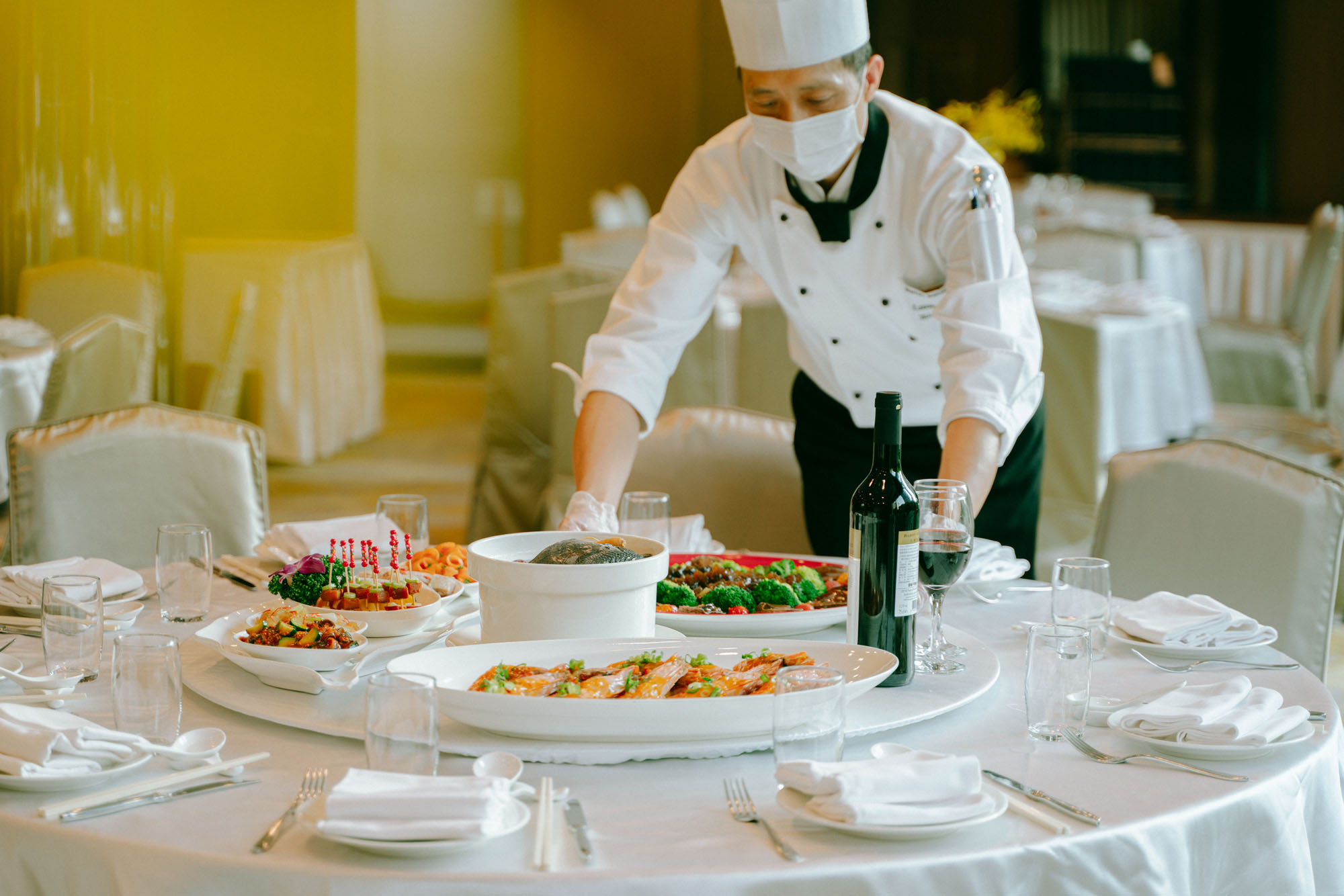
全國大飯店主廚團隊擁有四十餘年廚藝精粹
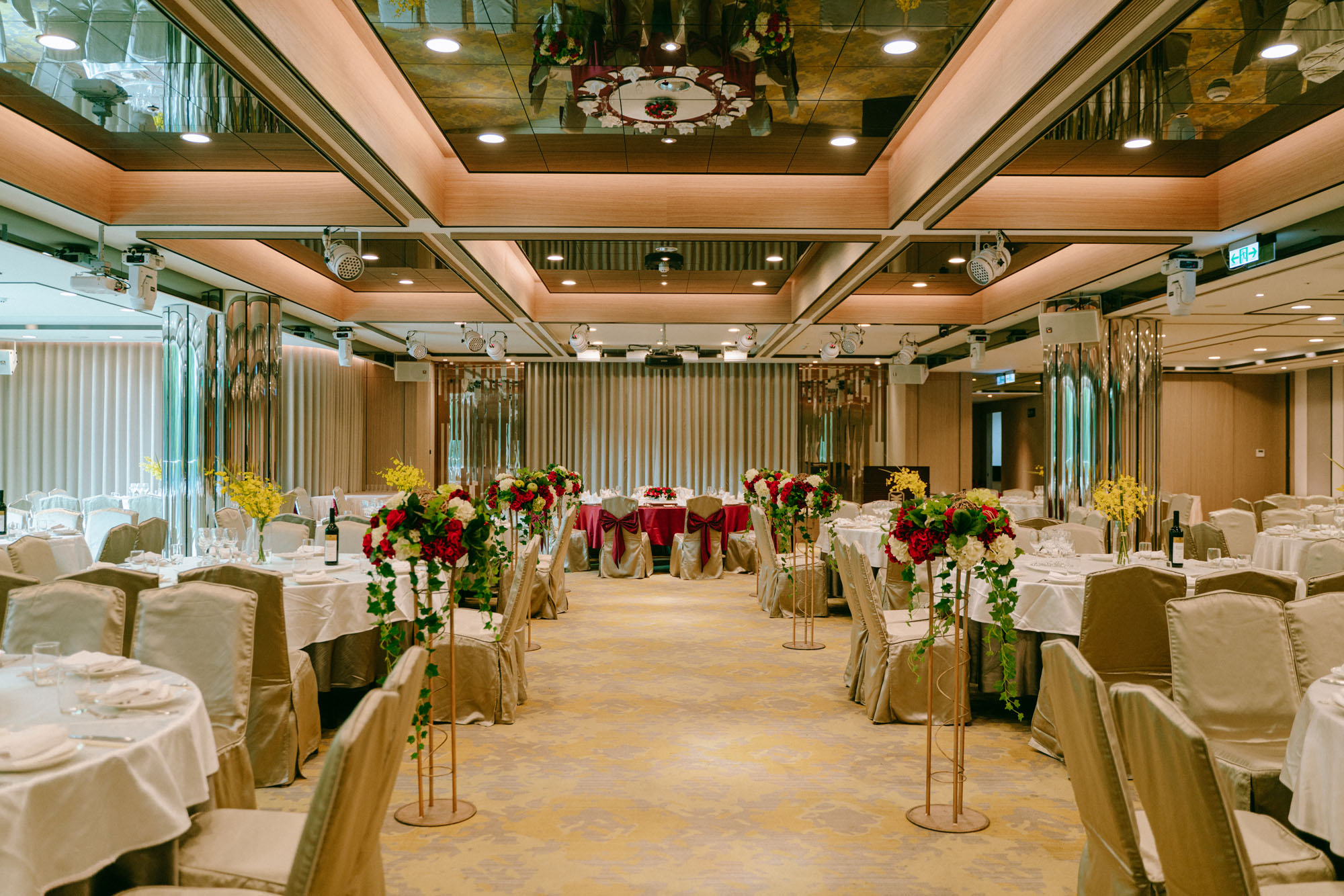
【草悟廳】位於全國大飯店二樓，擁有大範圍明亮落地玻璃窗，將草悟道的綠意引入，沐浴於清新自然中，是台中最具清新典雅風格宴會廳。
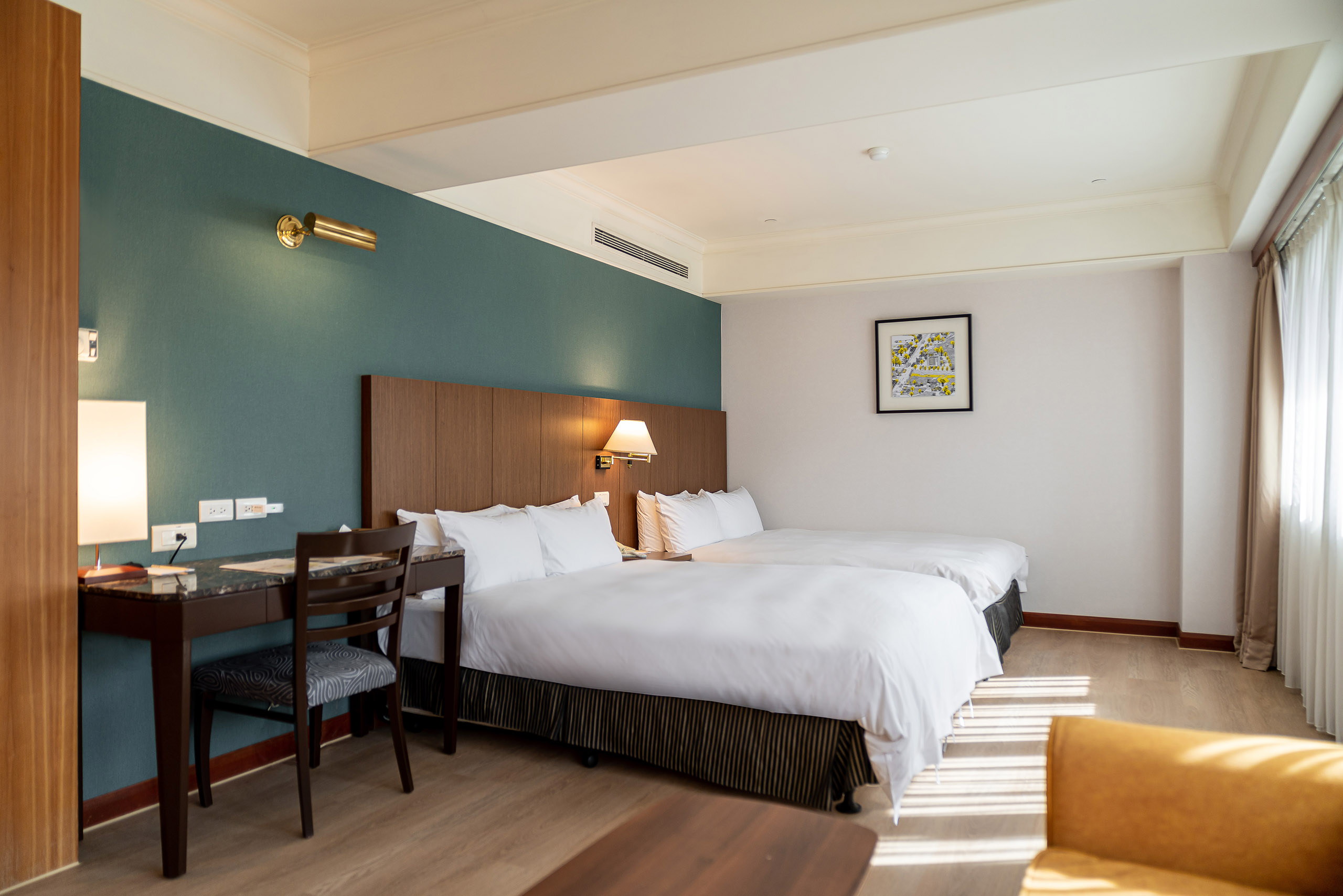
全國大飯店2024年8月完成客房改裝
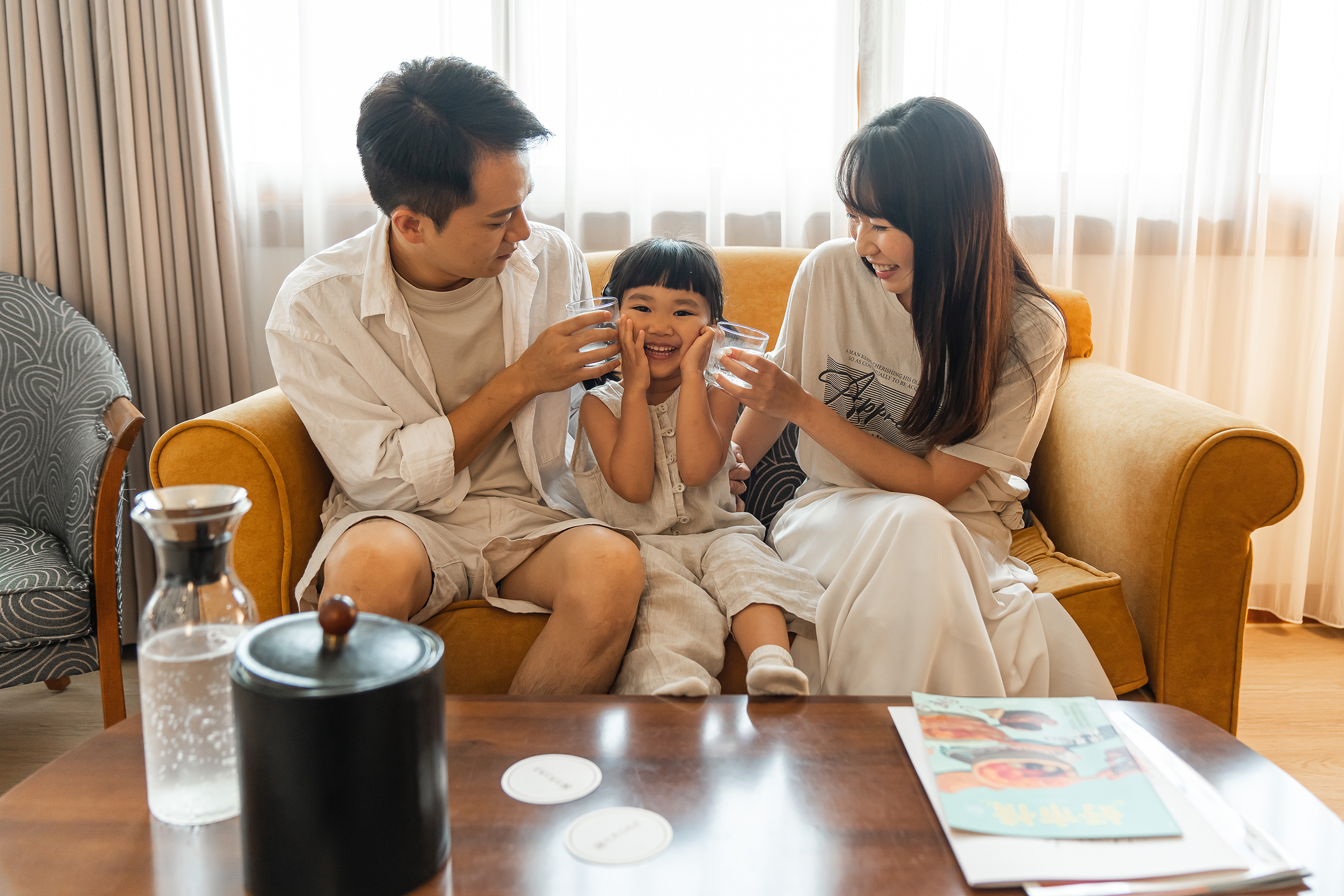
客房樓層增設義大利進口氣泡飲水機，鼓勵旅客使用水瓶或自備容器自取飲水。
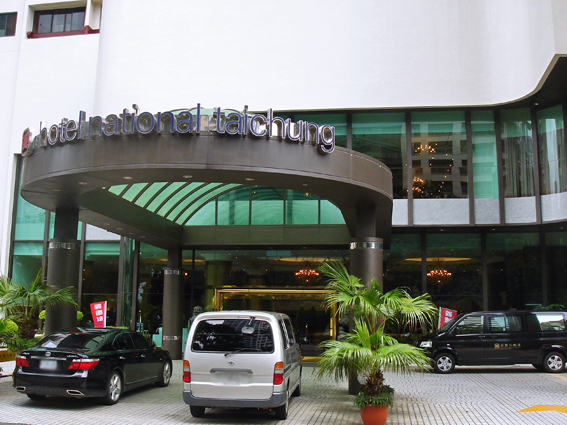
全國大飯店入口
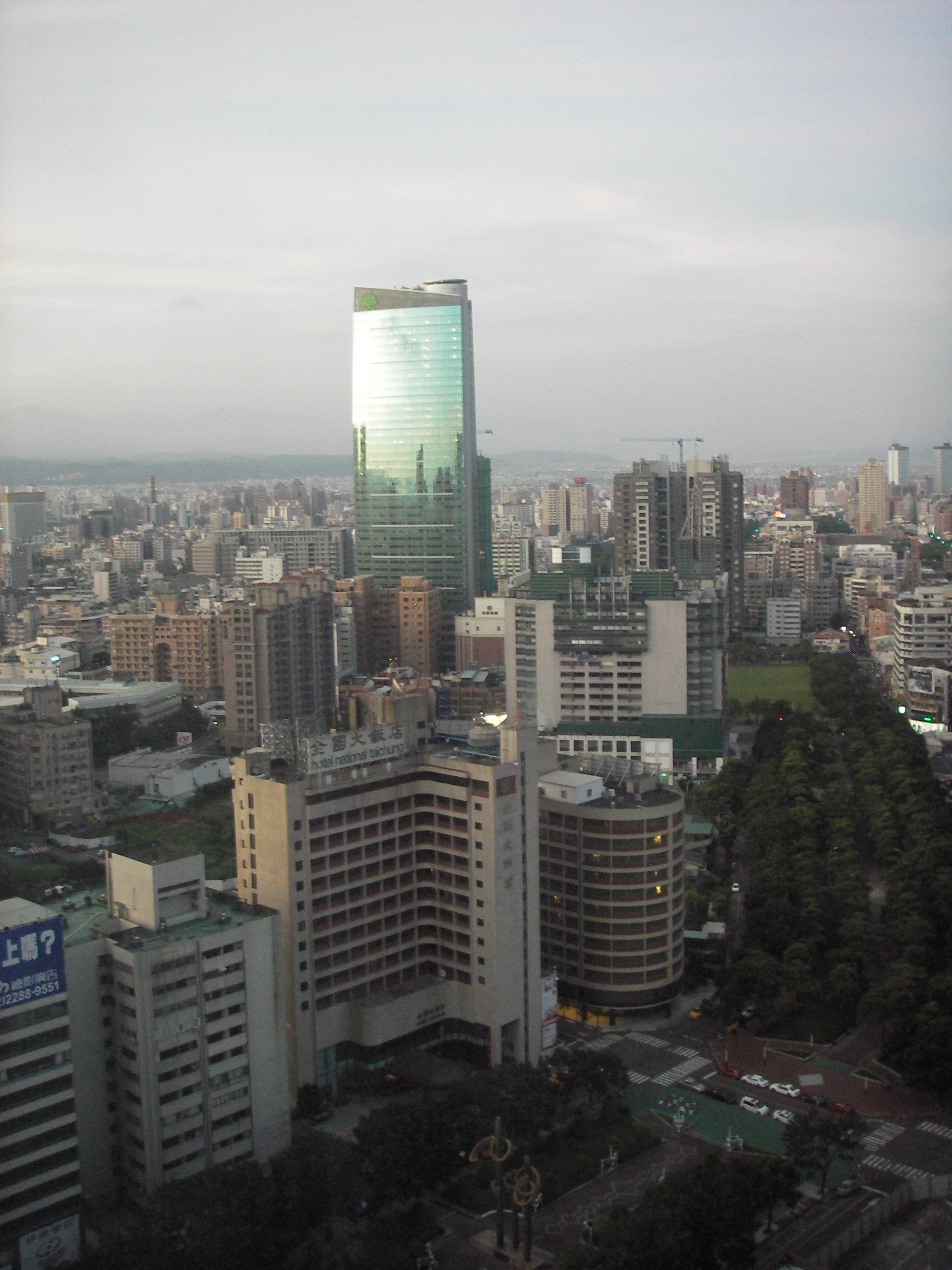
鳥瞰全國大飯店與草悟道

## 交通
臺中市公車
- 豐榮客運：48
- 臺中客運：57、70、71、72、88
- 統聯客運：77、83、86、159
- 巨業交通：168、169
- 全航客運：6268
- 台灣大道幹線公車：科博館站

## 外部連結
- 全國大飯店的Facebook專頁
- 全國大飯店的Instagram
- 全國大飯店(台中市) - 旅客評論 - TripAdvisor（页面存档备份，存于）
- 全國大飯店 臺灣旅宿網 （页面存档备份，存于）

24°09′13″N 120°39′50″E / 24.1535319°N 120.6639084°E